# 本村 (広島県比婆郡)
本村（ほんむら）は、広島県比婆郡にあった村。現在の庄原市の一部にあたる。

## 地理
本村川の上流域に位置していた。

## 歴史
- 1889年（明治22年）4月1日、町村制の施行により、三上郡本村、上谷村が合併して村制施行し、本村が発足[1][2]。旧村名を継承した本、上谷の2大字を編成[1]。
- 1898年（明治31年）10月1日、郡の統合により比婆郡に所属[2][1]。
- 1942年（昭和17年）2月11日、比婆郡峰田村と合併し、本田村を新設して廃止された[2][1]。

### 地名の由来
『和名類聚抄』に記載の三上郡三上郷の中心地と推定されるため。

## 産業
- 農業、畜産[1]